# Variichthys
Variichthys és un gènere de peixos pertanyent a la família dels terapòntids.

## Taxonomia
- Variichthys jamoerensis (Mees, 1971)[2]
- Variichthys lacustris (Mees & Kailola, 1977)[3][4][5][6][7][8][9]